# José Luis Soto Oseguera
José Luis Soto Oseguera (Ecatepec de Morelos, Estado de México, 26 de septiembre de 1974) fue diputado federal por el distrito 16 Ecatepec - Tlalnepantla en la LXI Legislatura del Congreso de la Unión, donde se desempeña como Secretario de la Comisión de Fortalecimiento al Federalismo e Integrante de la Comisión de Energía y de la Comisión de la Función Pública. Miembro del grupo plural que da seguimiento al proyecto de cédula de identidad ciudadana.

## Estudios
Licenciado en Derecho por la Universidad Anáhuac, con Seminarios de Estrategia, Mercadotecnia y Operación Política y de Profesionalización en Administración Pública Municipal. Curso de Formación Superior “La Política en la Sociedad Global” y Diplomado sobre Productividad y Participación Sindical. 

## Desempeño Profesional
- Oficial Conciliador y Calificador, en el H. Ayuntamiento Constitucional de Ecatepec de Morelos, Estado de México (1998-2000).
- Asesor legal, LIV Legislatura, de la H. Cámara de Diputados del Estado de México (2000 – 2003).
- Primer Regidor Propietario, H. Ayuntamiento Constitucional de Ecatepec de Morelos, Estado de México (2003-2006), donde presidio la comisión de Agua, Drenaje y Alcantarillado, fue Secretario de la Comisión de Protección Civil y Responsable de la Junta de Reclutamiento.
- Miembro del Consejo Consultivo del Bicentenario de la Independencia de México (2006-2010).
- Presidente Municipal PML del H. Ayuntamiento Constitucional de Ecatepec de Morelos, Estado de México; por ministerio de ley en el año 2006.
- Director General de Gobierno, Región XI, Texcoco (2008-2009).